# Thomas Jastram
Pour les articles homonymes, voir Jastram.
Thomas Jastram (né le 2 octobre 1959 à Rostock) est un sculpteur allemand.

## Biographie

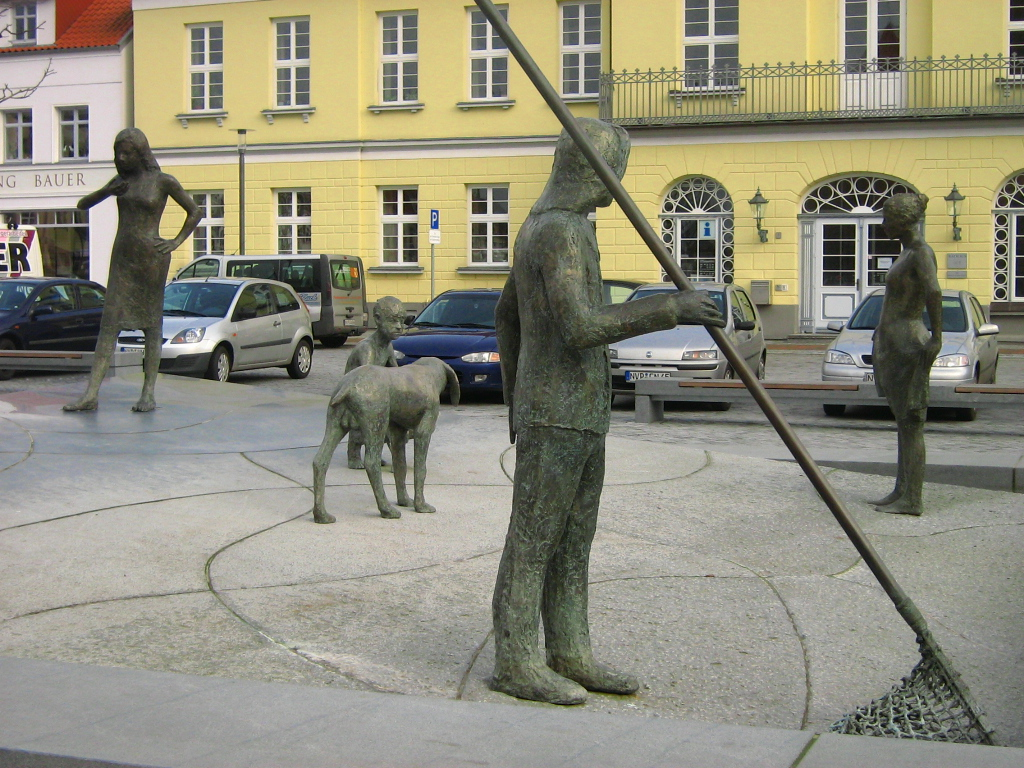
Fontaine de Ribnitz-Damgarten.

Thomas Jastram est le fils de l'architecte Dieter Jastram. Il fait un apprentissage dans l'atelier de son oncle Jo Jastram de 1975 à 1978. Après l'abitur en 1978, à partir de 1980, il étudie à l'École supérieure des beaux-arts de Dresde, où il obtient son diplôme en 1985 auprès de Helmut Heinze. En 1992, il enseigne le dessin et la sculpture à l'École supérieure de pédagogie de Fribourg-en-Brisgau. De 1992 à 1993, Jastram est étudiant en maîtrise à l'École supérieure des beaux-arts de Dresde. En 1985, Thomas Jastram s'installe à Rostock et travaille comme artiste indépendant. Il accepte plusieurs affectations de professeur. De 1993 à 1999, il enseigne les arts plastiques et le dessin vivant à l'école des arts de Rostock, enseigne le nudisme artistique à la Design-Factory Hamburg de 1994 à 1997 et, de 1998 à 2000, enseigne le nu artistique et l'histoire de l'art à l'école technique d'art de Hambourg. En 2000, Jastram est le directeur de l’école d’art technique de Rostock, qui devient en 2011 la DA! Designakademie. La même année, Thomas Jastram déménage avec son épouse Christine à Hambourg-Eimsbüttel.

## Source de la traduction
- (de) Cet article est partiellement ou en totalité issu de l’article de Wikipédia en allemand intitulé « Thomas Jastram » (voir la liste des auteurs).